# Angle infrasternal
L'angle infrasternal (ou angle interchondral ou angle xiphoïdien) est l'angle limité par les cartilages des fausses côtes et dont le sommet correspond au processus xiphoïde.

## Aspect clinique
La mesure de l'angle infrasternal est variable en fonction de la corpulence (plus aigu chez les personnes longilignes, plus obtus chez les obèses brévilignes)
La grossesse fait augmenter l'angle de 68° à 103° .